# 선원제도
선원제도(船員制度)는 대한민국 선원의 생활에 관련한 제도이다. 이 제도의 목적은 선원의 직무, 복무, 근로조건의 기준, 직업 안정 및 교육·훈련에 관한 사항을 정함으로써 선내질서를 유지하고, 선원의 기본적 생활을 보장·향상시키며 선원의 자질향상을 도모하는 데 그 목적이 있다.
선원제도의 적용범위는 선원법에 의한 대한민국 선박(어선법에 의한 어선을 포함)과 대한민국 선박 이외에 대통령령이 정하는 선박으로서, 총톤수 5톤 미만의 선박이 아니고, 호수·강 또는 항내만을 항해하는 선박이 아니며, 총수톤 30톤 미만의 어선으로서 교통부령이 정하는 선박이 아닌 선박에 승무하는 선원과 그 선박의 소유자에 대하여 적용한다. 적용대상으로는 두번째, 선원이 될 목적으로 실습을 위하여 승선하는 자에 대하여도 적용하고 세번째, 선주·선박차용인·선박관리인·용선인 등의 명칭에도 불구하고 선원을 고용하고 그 선원에 대하여 임금을 지급하는 자에게는 선박소유자에 대한 규정을 적용한다.임금의 종류에는 기본금, 특정수당, 시간외 근로수당 등이 있다. 기본금은 기본급과 특정수당의 합계액의 75퍼센트 이상이어야 한다.